# Esteban Meloni
Esteban Rodrigo Meloni (Bahía Blanca, 29 novembre 1976) è un attore argentino.
È noto per aver recitato nelle telenovelas Niní e Flor - Speciale come te.

## Filmografia

### Cinema
- Géminis, regia di Albertina Carri (2005)
- El viento, regia di Eduardo Mignogna (2005)
- Nuovomondo, regia Emanuele Crialese (2006)
- La punta del diablo, regia di Marcelo Paván (2006)
- Motivos para no enamorarse, regia di Mariano Mucci (2008)
- Las hermanas L, regia di Santiago Giralt, Eva Bär, Alejandro Montiel e Diego Schipani (2008)
- Toda la gente sola, regia di Santiago Giralt (2009)
- Tiempos menos modernos, regia di Simón Franco (2010)
- La vida después, regia di Franco Verdoia e Pablo Bardauil (2015)
- Contrasangre, regia di Nacho Garassino (2015)
- Primavera, regia di Santiago Giralt (2016)
- Angelita, la doctora, regia di Helena Tritek (2016)
- El jardín de la clase media (2017)
- El corte, regia di Regina Braunstein e Agustina González Bonorino (2018)

### Televisione
- La condena de Gabriel Doyle – serial TV (1998)
- Buenos vecinos – serial TV (1999)
- Trillizos, ¡dijo la partera! – serial TV (1999)
- Verano del '98 – serial TV (2000)
- Son amores – serial TV (2002)
- Flor - Speciale come te (Floricienta) – serial TV (2004)
- Los Roldán – serial TV (2004)
- Amor mío – serie TV (2005)
- Criminal – serial TV (2005)
- El tiempo no para – serial TV (2006)
- Por amor a vos – serial TV (2008)
- Vidas robadas – serial TV (2008)
- Niní – serial TV (2009-2010)
- Lo que el tiempo nos dejó – serie TV (2010)
- Para vestir santos - A proposito di single (Para vestir santos) – serial TV (2010)
- Esa mujer – serial TV (2013-2014)
- Viudas e hijos del rock and roll – serial TV (2014-2015)
- Historia de un clan – serial TV (2015)
- La última hora – serial TV (2016)
- Cuéntame cómo pasó – serial TV (2017)
- Encierros – serial TV (2018)
- Medusa – serial TV (2019)
- Los internacionales – serial TV (2020)
- Express - serie TV, 8 episodi (2022)

## Doppiatori italiani
Nelle versioni in italiano delle opere in cui ha recitato, Esteban Meloni è stato doppiato da:
- Lorenzo Scattorin in Express
- Francesco Pezzulli in Niní[1]